# الجبانة (العقرمي)

تعديل مصدري - تعديل

الجبانة محلة تابعة لقرية العقرمي، التابعة لعزلة الاشعوب بمديرية مذيخرة إحدى مديريات محافظة إب في الجمهورية اليمنية، بلغ تعداد سكانها 95 حسب تعداد اليمن لعام 2004.